# Élections sénatoriales de 2014 dans la Creuse
Les élections sénatoriales de 2014 dans la Creuse ont lieu le dimanche 28 septembre 2014. Elles ont pour but d'élire les deux sénateurs représentant le département au Sénat pour un mandat de six années.

## Contexte départemental
Lors des élections sénatoriales du 21 septembre 2008 dans la Creuse, deux sénateurs ont été élus au scrutin majoritaire : André Lejeune et Jean-Jacques Lozach, tous deux candidats du PS. André Lejeune meurt le 9 septembre 2009 et sa suppléante Renée Nicoux dévient alors sénatrice. 
Pour les élections de 2014, Jean-Jacques Lozach, président du conseil général est candidat à un nouveau mandat, tandis que la candidature de Renée Nicoux, battue aux municipales à Felletin, a été écartée par les militants socialistes au bénéfice de celle d’Éric Jeansannetas. 
Depuis 2008, le collège électoral, constitué des grands électeurs que sont les sénateurs sortants, le député du département, les conseillers régionaux, les conseillers généraux et les délégués des conseils municipaux, a été largement renouvelé par des élections législatives de 2012 à l'issue desquelles le PS remporte la circonscription unique issue du regroupement des deux circonscriptions précédentes, les élections régionales de 2010 qui ont conforté la majorité de gauche au conseil régional du Limousin, les élections cantonales de 2011 qui ont permis à la gauche de conserver sa très nette majorité au conseil général et surtout les élections municipales de 2014 qui ont vu une certaine stabilité dans le département: alors que la France connaissait à cette occasion une vague bleue d'une rare ampleur, dans la Creuse, parmi les communes de plus de 1 000 habitants, seule Felletin, fief de la sénatrice sortante, a basculé. Mais les résultats dans les communes les plus importantes ne peuvent occulter une réalité qui complexifie les pronostics dans la Creuse: plus de 70 % du corps électoral est issu de communes de moins de 1 500 habitants.

## Rappel des résultats de 2008
|                | Jean-Jacques Lozach | PS             | 264 | 55,35  |  |  |
|                | André Lejeune       | PS             | 258 | 54,09  |  |  |
|                | Gérard Gaudin       | UMP            | 157 | 32,91  |  |  |
|                | Vincent Turpinat    | UMP            | 155 | 32,49  |  |  |
|                | Daniel Dexet        | PCF            | 46  | 9,64   |  |  |
|                | Claude Guerrier     | PCF            | 41  | 8,60   |  |  |
|                | Isabelle Castex     | EXG            | 12  | 2,52   |  |  |
|                | Joël Lainé          | EXG            | 12  | 2,52   |  |  |
|                |                     |                |     |        |  |  |
| Inscrits       | Inscrits            | Inscrits       | 502 | 100,00 |  |  |
| Abstentions    | Abstentions         | Abstentions    | 9   | 1,79   |  |  |
| Votants        | Votants             | Votants        | 493 | 98,21  |  |  |
| Blancs et nuls | Blancs et nuls      | Blancs et nuls | 16  | 3,25   |  |  |
| Exprimés       | Exprimés            | Exprimés       | 477 | 96,75  |  |  |

## Sénateurs sortants
| Sénateur | Sénateur            | Parti | Fonctions lors de l'élection en 2008              |
| -------- | ------------------- | ----- | ------------------------------------------------- |
|          | Renée Nicoux        | PS    | Conseillère régionale, maire de Felletin          |
|          | Jean-Jacques Lozach | PS    | Président du conseil général, conseiller régional |

## Collège électoral
En application des règles applicables pour les élections sénatoriales françaises, le collège électoral appelé à élire les sénateurs de la Creuse en 2014 se compose de la manière suivante :
| Délégués des communes                                                                         |                        |                       |                       |          |                     |
|                                                                                               | Conseillers municipaux | Délégués / commune    | Communes concernées   | Délégués | % collège électoral |
| Délégués des communes de moins de 9 000 habitants                                             |                        |                       |                       |          |                     |
| - communes de < 100 habitants                                                                 | 7                      | 1                     | 23                    | 23       | 4,59 %              |
| - communes de < 500 habitants                                                                 | 11                     | 1                     | 169                   | 169      | 33,73 %             |
| - communes de < 1500 habitants                                                                | 15                     | 3                     | 57                    | 171      | 34,13 %             |
| - communes de < 2 500 habitants                                                               | 19                     | 5                     | 5                     | 25       | 4,99 %              |
| - communes de < 3 500 habitants                                                               | 23                     | 7                     | 1                     | 7        | 1,40 %              |
| - communes de < 5 000 habitants                                                               | 27                     | 15                    | 1                     | 15       | 2,99 %              |
| - communes de < 9 000 habitants                                                               | 29                     | 15                    | 1                     | 15       | 2,99 %              |
| Délégués des communes de 9 000 à 29 999 habitants                                             |                        |                       |                       |          |                     |
| - communes de < 10 000 habitants                                                              | 29                     | 29                    | 0                     | 0        | 0,00 %              |
| - communes de < 20 000 habitants                                                              | 33                     | 33                    | 1                     | 33       | 6,29 %              |
| - communes de < 30 000 habitants                                                              | 35                     | 35                    | 0                     | 0        | 0,00 %              |
| Délégués des communes bénéficiant des dispositions particulières pour les communes fusionnées |                        |                       |                       |          |                     |
| Gouzon, Gentioux-Pigerolles                                                                   |                        |                       | 2                     | 6        | 1,20 %              |
| Délégués des communes                                                                         | Délégués des communes  | Délégués des communes | Délégués des communes | 464      | 92,61 %             |
| Conseillers généraux                                                                          | Conseillers généraux   | Conseillers généraux  | Conseillers généraux  | 27       | 5,39 %              |
| Conseillers régionaux                                                                         | Conseillers régionaux  | Conseillers régionaux | Conseillers régionaux | 7        | 1,40 %              |
| Député                                                                                        | Député                 | Député                | Député                | 1        | 0,20 %              |
| Sénateurs                                                                                     | Sénateurs              | Sénateurs             | Sénateurs             | 2        | 0,40 %              |
| Total                                                                                         | Total                  | Total                 | Total                 | 501      | 100,00 %            |

1. ↑  Dans les communes de moins de 9 000 le conseil municipal élit en son sein des délégués dont le nombre dépend de la taille de la commune.
2. ↑  Dans les communes de 9 000 à 29 999 habitants, tous les conseillers municipaux sont délégués. Il n'y a pas de délégués supplémentaires
3. ↑  « Dans le cas où le conseil municipal est constitué par application des articles L. 2113-6 et L. 2113-7 du code général des collectivités territoriales relatif aux fusions de communes dans leur rédaction antérieure à la loi n° 2010-1563 du 16 décembre 2010 de réforme des collectivités territoriales, le nombre de délégués est égal à celui auquel les anciennes communes auraient eu droit avant la fusion. » (Code électoral, article L284)

## Présentation des candidats
Les nouveaux représentants sont élus pour une législature de six ans au suffrage universel indirect par les grands électeurs du département. Dans la Creuse, les deux sénateurs sont élus au scrutin majoritaire à deux tours. Ils sont 13 candidats dans le département, chacun avec un suppléant.
| N°  | Candidats | Candidats                   | Parti | Principales fonctions                          |
| --- | --------- | --------------------------- | ----- | ---------------------------------------------- |
| T01 |           | Jean-Jacques Lozach         | PS    | Sénateur sortant, président du conseil général |
| S01 |           | Armelle Martin              | PS    |                                                |
| T02 |           | Éric Jeansannetas           | PS    | Conseiller général, adjoint au maire de Guéret |
| S02 |           | Françoise Simon             | PS    |                                                |
| T03 |           | Jean Auclair                | UMP   | Conseiller général, maire de Cressat           |
| S03 |           | Hélène Faivre               | UMP   |                                                |
| T04 |           | Bernard de Froment          | UMP   | Maire de Saint-Fiel                            |
| S04 |           | Catherine Defemme           | UMP   | Conseillère générale                           |
| T05 |           | Martial Maume               | FN    |                                                |
| S05 |           | Élisabeth Vialet            | FN    |                                                |
| T06 |           | Bernard Devenas             | DIV   | Conseiller municipal de Saint-Vaury            |
| S06 |           | Séverine Galateau           | DIV   |                                                |
| T07 |           | Jean-Marie Le Guiader       | UDI   | Maire de Saint-Amand                           |
| S07 |           | Élisabeth Lardenet-Macé     | UDI   |                                                |
| T08 |           | Nadine Singeot-Lajoie       | EELV  |                                                |
| S08 |           | Jérôme Orvain               | EELV  |                                                |
| T09 |           | Nicolas Aubineau            | EELV  | Maire d'Arrènes                                |
| S09 |           | Sandra Brunet               | EELV  |                                                |
| T10 |           | Claude Guerrier             | PCF   |                                                |
| S10 |           | Marie-Hélène Pouget-Chauvat | PCF   |                                                |
| T11 |           | Laurence Pache              | PCF   |                                                |
| S11 |           | Joël Laine                  | PCF   |                                                |
| T12 |           | Didier Jollivet             | UDI   | Conseiller municipal de Sardent                |
| S12 |           | Élizabeth Pierrot           | UDI   | Conseillère municipale de Guéret               |
| T13 |           | Damien Demarigny            | DLR   |                                                |
| S13 |           | Lucile Ledore               | DLR   |                                                |

## Résultats
| Candidat et parti politique | Candidat et parti politique | Candidat et parti politique | Premier tour | Premier tour | Second tour | Second tour |
| Candidat et parti politique | Candidat et parti politique | Candidat et parti politique | Voix         | %            | Voix        | %           |
| --------------------------- | --------------------------- | --------------------------- | ------------ | ------------ | ----------- | ----------- |
|                             | Jean-Jacques Lozach         | PS                          | 210          | 43,03        | 260         | 53,06       |
|                             | Jean Auclair                | UMP                         | 198          | 40,57        | 211         | 43,06       |
|                             | Éric Jeansannetas           | PS                          | 180          | 36,89        | 229         | 46,73       |
|                             | Bernard de Froment          | UMP                         | 135          | 27,66        | 145         | 29,59       |
|                             | Claude Guerrier             | PCF                         | 53           | 10,86        | 27          | 5,51        |
|                             | Laurence Pache              | PCF                         | 43           | 8,81         | 23          | 4,69        |
|                             | Nadine Singeot-Lajoie       | EELV                        | 20           | 4,10         |             |             |
|                             | Nicolas Aubineau            | EELV                        | 15           | 3,07         |             |             |
|                             | Martial Maume               | FN                          | 14           | 2,87         | 4           | 0,82        |
|                             | Jean-Marie Le Guiader       | UDI                         | 14           | 2,87         |             |             |
|                             | Damien Demarigny            | DLR                         | 6            | 1,23         |             |             |
|                             | Didier Jollivet             | UDI                         | 5            | 1,02         |             |             |
|                             | Bernard Devenas             | DIV                         | 4            | 0,82         | 2           | 0,41        |
|                             |                             |                             |              |              |             |             |
| Inscrits                    | Inscrits                    | Inscrits                    | 501          | 100,00       | 501         | 100,00      |
| Abstentions                 | Abstentions                 | Abstentions                 | 5            | 1,00         | 5           | 1,00        |
| Votants                     | Votants                     | Votants                     | 496          | 99,00        | 496         | 99,00       |
| Blancs                      | Blancs                      | Blancs                      | 3            | 0,60         | 1           | 0,20        |
| Nuls                        | Nuls                        | Nuls                        | 5            | 1,01         | 5           | 1,01        |
| Exprimés                    | Exprimés                    | Exprimés                    | 488          | 98,39        | 490         | 98,79       |